# Stenografie

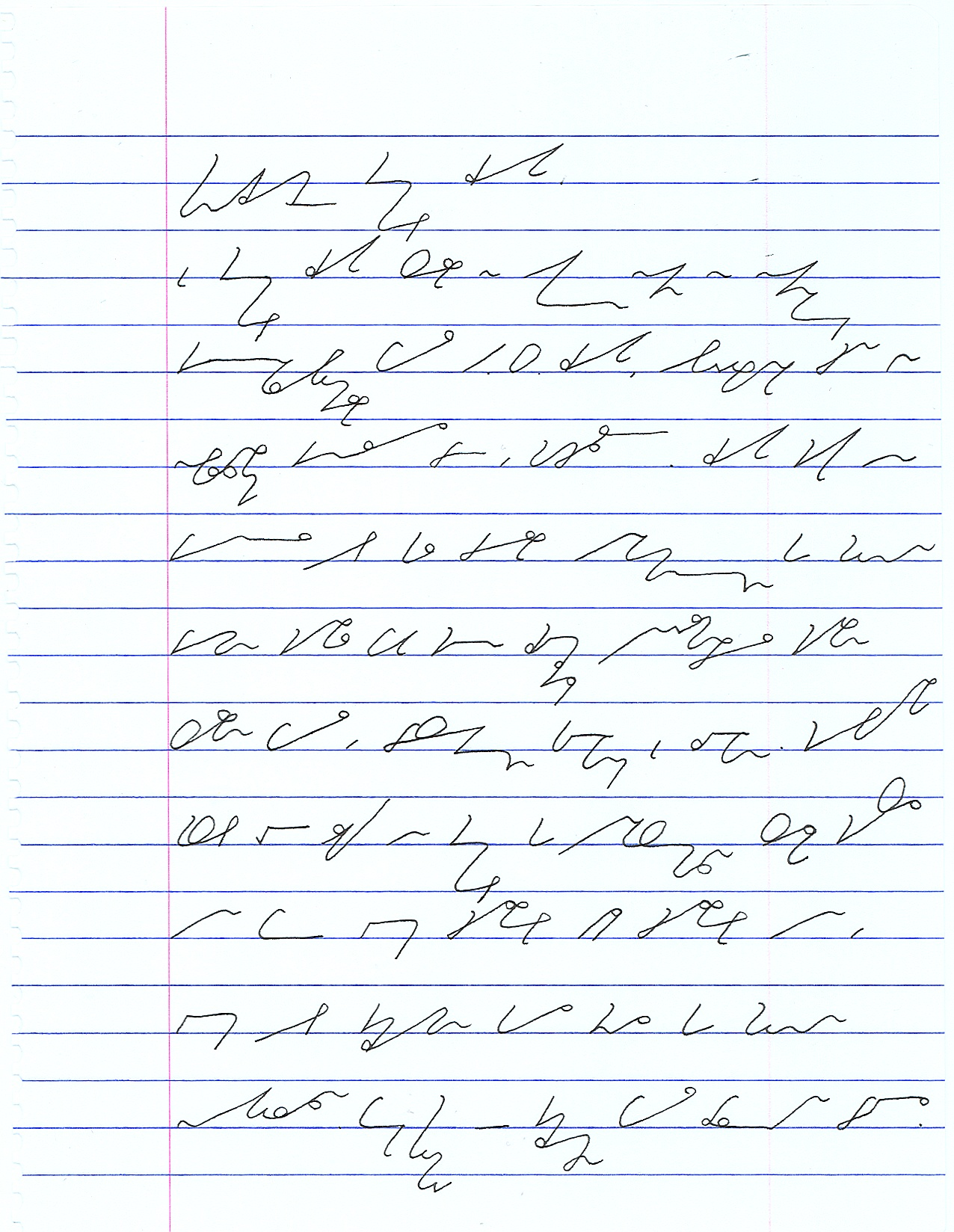
Stenografie volgens het Groote-systeem

Stenografie, kortweg steno, snelschrift, of kortschrift  is een verkorte symbolische schrijfmethode die de snelheid en beknoptheid van het schrijven verhoogt ten opzichte van het gewone schrift.  Stenografie komt van het Oudgriekse stenós (smal) en gráphein (schrijven). Het wordt ook brachygrafie genoemd, van het Oudgrieks brakhús (kort) en tachygrafie, van het Oudgrieks takhús (snel), afhankelijk van of compressie of schrijfsnelheid het doel is.
Er zijn veel vormen van steno. Een typisch stenosysteem biedt symbolen of afkortingen voor woorden en veelvoorkomende zinnen, waardoor iemand die goed is opgeleid in het systeem, net zo snel kan schrijven als mensen spreken. Afkortingsmethoden zijn gebaseerd op het alfabet. Veel journalisten gebruiken steno om snel aantekeningen te maken op persconferenties of andere soortgelijke evenementen, al is dat door het gebruik van dicteerapparaten sterk afgenomen. Bij computers en smartphones bevatten verschillende programma's een functie van automatisch aanvullen, op zichzelf staand of geïntegreerd in teksteditors, op basis van woordenlijsten, ook een stenofunctie voor veelgebruikte zinnen, die men zelf kan instellen. 
Steno was destijds een essentieel onderdeel van de opleiding secretariaat. Op Schoevers, een bekende secretaresseopleiding, werd steno nog tot begin 2000 aangeboden. Het werd in die periode gezien als voorbeeld van hoe gedateerd de opleiding was.
De vroegst bekende systemen van steno zijn afkomstig uit het Parthenon in het oude Griekenland, waar een marmeren plaat met inscripties in het midden van de 4e eeuw voor Christus werd gevonden. Dit toont een schrift dat voornamelijk op klinkers is gebaseerd, waarbij bepaalde wijzigingen worden gebruikt om medeklinkers aan te duiden. Hellenistische tachygrafie wordt gerapporteerd vanaf de 2e eeuw voor Christus, hoewel er aanwijzingen zijn dat het ouder zou kunnen zijn. De oudste dateerbare referentie is een contract uit Midden-Egypte, waarin staat dat Oxyrhynchos de "semeiograaf" Apollonios twee jaar de tijd geeft om steno te leren schrijven. Hellenistische tachygrafie bestond uit woordstamtekens en woordeindetekens. In de loop van de tijd zijn er veel syllabische tekens ontwikkeld.
Het Latijnse schrift is eigenlijk ontworpen om in stenen te bikken, waarvoor het uitermate geschikt is. Op papier gaat het echter niet zo snel, daarom was er in de Romeinse tijd ook al behoefte aan steno: de notae tironianae (notities van Tiro). De oudste voorbeelden die we hiervan hebben, dateren echter uit de zesde en zevende eeuw na Christus, terwijl op de Tabletten van Vindolanda een vorm wordt gebruikt die weliswaar de oudst bekende is (1e eeuw na Christus), maar tevens onontcijferd.
Moderne methoden van steno zijn bijvoorbeeld die van Sir Isaac Pitman, ideaal voor gebruik met een kroontjespen, of die van John Robert Gregg, ook geschikt voor de balpen.
Een internationaal stenosysteem geschikt voor alle mogelijke talen is Intersteno (Internationalsteno).
Ook is er weleens uit onvrede over het logge Latijnse alfabet een nieuw alfabet gemaakt dat de voordelen van de leesbaarheid, compactheid en drukbaarheid van het Romeinse alfabet en de snelheid van steno combineerde: Shavian (naar de Ierse schrijver George Bernard Shaw), of in de verbeterde versie Quickscript.
In Nederland waren/zijn vier stenografiesystemen in gebruik: het systeem Steger (zie Cornelis Anthonius Steger) uit de 19e eeuw; het systeem Stolze-Wery, eveneens uit de 19e eeuw; het systeem Pont uit de 20e eeuw, met nog slechts enkele beoefenaars; en het systeem Groote, dat anno 2010 nog steeds onderwezen wordt en in gebruik is.
In België waren er tevens diverse stenografiesystemen (ook wel kortschrift genoemd) - het stelsel Aimé Paris (meest onderwezen in de jaren '50), en de stelsels Duployé, Prévost-Delaunay, Groote en Meysmans.
Doorgaans gebruiken stenografen een eigen variant, gedurende de tijd zelf ontwikkeld, op het door hen gebruikte hoofdsysteem. Hierdoor zijn de stenonotities vaak slechts uit te werken door de stenograaf die ze zelf gemaakt heeft.